# خان المشاهدة
خان المشاهدة هو موقع أثري قديم يقع في ناحية المشاهدة في قضاء الطارمية شمال العاصمة العراقية، بغداد، وهو كان سابقًا مكان لاستراحة القوافل القادمة من وإلى بغداد. يعاني حالياً الموقع من الإهمال الحكومي، حيث ان جدرانه متآكلة ومتهالكة.